# Kristine Stavås Skistad
Kristine Stavås Skistad  (* 8. Februar 1999) ist eine norwegische Skilangläuferin.

## Werdegang
Skistad, die für den Konnerud Ski startet, wurde im Jahr 2016 norwegische Juniorenmeisterin über 7,5 km klassisch und im Jahr 2017 norwegische Juniorenmeisterin im Sprint und über 5 km klassisch. Bei den Nordischen Junioren-Skiweltmeisterschaften 2017 in Soldier Hollow belegte sie den 12. Platz im Sprint und den 11. Rang mit der Staffel. Im folgenden Jahr gewann sie bei den Nordischen Junioren-Skiweltmeisterschaften in Goms die Silbermedaille im Sprint. Zudem lief sie dort auf den 33. Platz im Skiathlon, auf den siebten Rang mit der Staffel und auf den fünften Platz über 5 km klassisch. Bei den norwegischen Juniorenmeisterschaften 2018 in Oslo und Steinkjer siegte sie im Sprint und über 5 km Freistil. Im März 2018 startete sie in Drammen erstmals im Skilanglauf-Weltcup und errang dabei den 51. Platz im Sprint. Nach Platz zwei und Platz eins im Sprint bei FIS-Rennen in Beitostølen und Gålå zu Beginn der Saison 2018/19, holte sie mit dem fünften Platz beim Weltcup in Lillehammer ihre ersten Weltcuppunkte. Bei den Nordischen Junioren-Skiweltmeisterschaften 2019 in Lahti gewann sie im Sprint und mit der Staffel jeweils die Goldmedaille. Im Februar 2019 wurde sie norwegische Juniorenmeisterin im Sprint, bei den norwegischen Meisterschaften in Meråker Zweite im Sprint und belegte bei den Nordischen Skiweltmeisterschaften in Seefeld in Tirol den 11. Platz im Sprint. Im April 2022 wurde sie zusammen mit Maria Hartz Melling norwegische Meisterin im Teamsprint.

## Weltcupsiege im Einzel
| Nr. | Datum             | Ort         | Disziplin               |
| --- | ----------------- | ----------- | ----------------------- |
| 1.  | 28. Januar 2023   | Les Rousses | 1,3 km Sprint klassisch |
| 2.  | 14. März 2023     | Drammen     | 1,2 km Sprint klassisch |
| 3.  | 18. März 2023     | Falun       | 1,4 km Sprint Freistil  |
| 4.  | 21. März 2023     | Tallinn     | 1,4 km Sprint Freistil  |
| 5.  | 25. März 2023     | Lahti       | 1,3 km Sprint klassisch |
| 6.  | 15. Dezember 2023 | Trondheim   | 1,4 km Sprint Freistil  |
| 7.  | 10. Februar 2024  | Canmore     | 1,3 km Sprint Freistil  |
| 8.  | 3. März 2024      | Lahti       | 1,5 km Sprint Freistil  |
| 9.  | 12. März 2024     | Drammen     | 1,2 km Sprint klassisch |
| 10. | 15. März 2024     | Falun       | 1,4 km Sprint klassisch |
| 11. | 18. Januar 2025   | Les Rousses | 1,3 km Sprint klassisch |

## Teilnahmen an Weltmeisterschaften und Olympischen Winterspielen

### Nordische Skiweltmeisterschaften
| Jahr und Ort   | Wettbewerb | Wettbewerb | Wettbewerb   | Wettbewerb | Wettbewerb | Wettbewerb |
| Jahr und Ort   | 10 km      | Skiathlon  | 30 / 50 km 1 | Sprint     | Staffel    | Teamsprint |
| -------------- | ---------- | ---------- | ------------ | ---------- | ---------- | ---------- |
| 2019 Seefeld   | –          | –          | –            | 11.        | –          | –          |
| 2023 Planica   | –          | –          | –            | 5.         | –          | –          |
| 2025 Trondheim | –          | –          | –            | 2.         | –          | 7.         |

## Platzierungen im Weltcup

### Weltcup-Statistik
Die Tabelle zeigt die erreichten Platzierungen im Einzelnen.
- 1.–3. Platz: Anzahl der Podiumsplatzierungen
- Top 10: Anzahl der Platzierungen unter den ersten zehn
- Punkteränge: Anzahl der Platzierungen innerhalb der Punkteränge
- Starts: Anzahl gelaufener Rennen in der jeweiligen Disziplin
- Hinweis: Bei den Distanzrennen erfolgt die Einordnung gemäß FIS.

| Platzierung               | Distanzrennen a | Distanzrennen a | Distanzrennen a | Distanzrennen a | Distanzrennen a | Skiathlon Verfolgung | Sprint | Etappen- rennen b | Gesamt | Team   | Team    |
| Platzierung               | ≤ 5 km          | ≤ 10 km         | ≤ 15 km         | ≤ 30 km         | > 30 km         | Skiathlon Verfolgung | Sprint | Etappen- rennen b | Gesamt | Sprint | Staffel |
| ------------------------- | --------------- | --------------- | --------------- | --------------- | --------------- | -------------------- | ------ | ----------------- | ------ | ------ | ------- |
| 1. Platz                  |                 |                 |                 |                 |                 |                      | 11     |                   | 11     |        |         |
| 2. Platz                  |                 |                 |                 |                 |                 |                      | 5      |                   | 5      |        |         |
| 3. Platz                  |                 |                 |                 |                 |                 |                      | 4      |                   | 4      |        |         |
| Top 10                    |                 |                 |                 |                 |                 |                      | 27     |                   | 27     | 3      |         |
| Punkteränge               |                 |                 |                 |                 |                 |                      | 36     |                   | 36     | 3      |         |
| Starts                    |                 | 1               |                 |                 |                 | 1                    | 39     |                   | 41     | 3      |         |
| Stand: Saisonende 2024/25 |                 |                 |                 |                 |                 |                      |        |                   |        |        |         |

### Weltcup-Gesamtplatzierungen
| Saison  | Gesamt | Gesamt | Sprint | Sprint |
| Saison  | Punkte | Platz  | Punkte | Platz  |
| ------- | ------ | ------ | ------ | ------ |
| 2018/19 | 46     | 72.    | 46     | 36.    |
| 2019/20 | 59     | 60.    | 59     | 34.    |
| 2020/21 | 11     | 99.    | 11     | 66.    |
| 2021/22 | 92     | 49.    | 92     | 26.    |
| 2022/23 | 743    | 25.    | 743    | 6.     |
| 2023/24 | 1101   | 14.    | 1101   | 2.     |
| 2024/25 | 500    | 36.    | 500    | 10.    |